# خلاصه متس
خلاصه متس (انگلیسی: Metz Epitome) خلاصه‌ای از قطعات تاریخ دوران باستان پسین و فتوحات اسکندر مقدونی بین گرگان (سرزمین) و شمال غربی هند (منطقه پنجاب) را پوشش می‌دهد. تنها نسخه خطی باقیمانده در متس یافت شد که نام متن از آن سرچشمه گرفته است.
منابع نویسنده ناشناس از طریق نوشته‌های دیودور سیسیلی و کورتیوس (مورخ) با مورخ کلیترخوس مشترک است. به نظر می‌رسد عناصر غیرکلیتارکانی در نسخه خطی دیدگاه یهودیت خاصی را در مورد اسکندر منعکس می‌کنند.
خلاصه متس پرتره منحصر به فردی از اسکندر را ترسیم می‌کند و حاوی اطلاعاتی است که در جای دیگر یافت نمی‌شود، اما با توجه به تألیف متاخر آن و چند واقعیت تاریخی اضافی که ارائه می‌دهد، ارزش «خلاصه متس» در تفسیر آن از عملکرد اسکندر به جای منبعی برای آن نهفته است.